# Seashore
Seashore är en version av bildbehandlingsprogrammet GIMP som är speciellt anpassad att användas på en dator med operativsystemet Mac OS.